# Ermita de Santa Bárbara (Cocentaina)
La ermita de Santa Bárbara de Cocentaina (provincia de Alicante) está situada sobre un cerro donde se celebra la fiesta popular de la corriola cada 8 de diciembre. Data del siglo XIII y responde a la tipología de las llamadas ermitas de conquista.

## Descripción
La ermita es de una sola nave rectangular, con tres crujías, presbiterio y nártex. Su cubierta es a dos aguas y se apoya sobre arcos diafragma góticos que al exterior se convierten en gruesos contrafuertes. Sobre los arcos perpiaños se apoya la estructura de cubierta con rollizos y vigas, así como el entabacado de soporte de la cubierta de teja curva. 
El presbiterio se sitúa más elevado que la nave, mientras que el nártex delantero, abierto y de época posterior, es más bajo y en el plano de unión con la nave se sitúa la espadaña. 
La iluminación natural al interior es escasa, ya que sólo llega a través de dos ventanas laterales y las puertas de acceso.
- Datos: Q11681544